# Дуб Виговського
Дуб Виго́вського — віковічне дерево, дуб. Ботанічна пам'ятка природи місцевого значення в Україні. Зростає в межах Жидачівського району Львівської області, поблизу музею гетьмана І. Виговського, що в селі Руда.
Площа природоохоронної території 0,05 га. Перебуває у віданні Рудянської сільської ради.
Обхват дерева 5,30 м, висота 32 м, вік понад 500 років. Дуб названий на честь відомого українського гетьмана Івана Виговського. Взято під охорону як ботанічну пам'ятку природи за матеріалами Київського еколого-культурного центру в 2011 р.

## Галерея

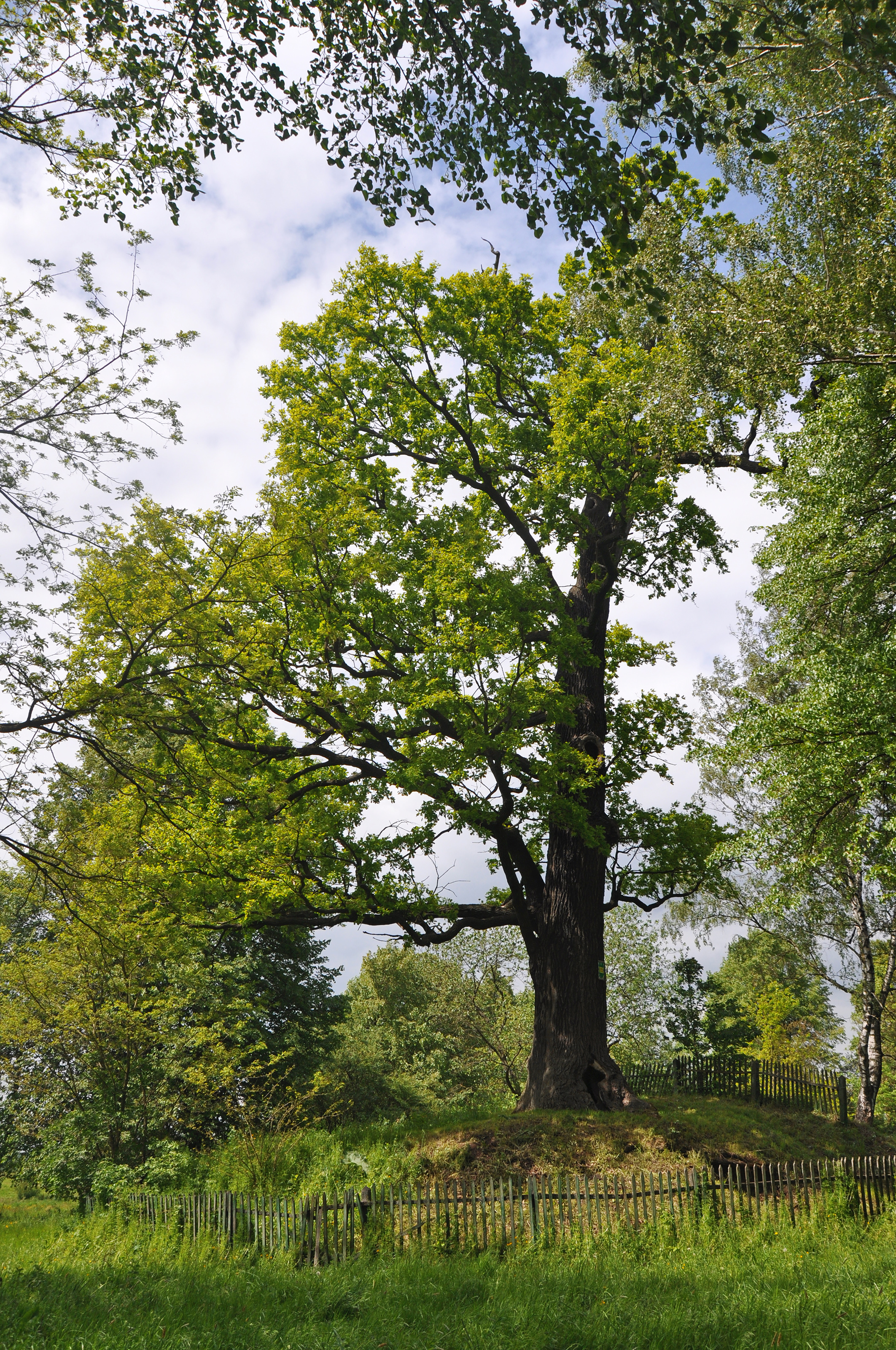
Загальний вигляд пам'ятки
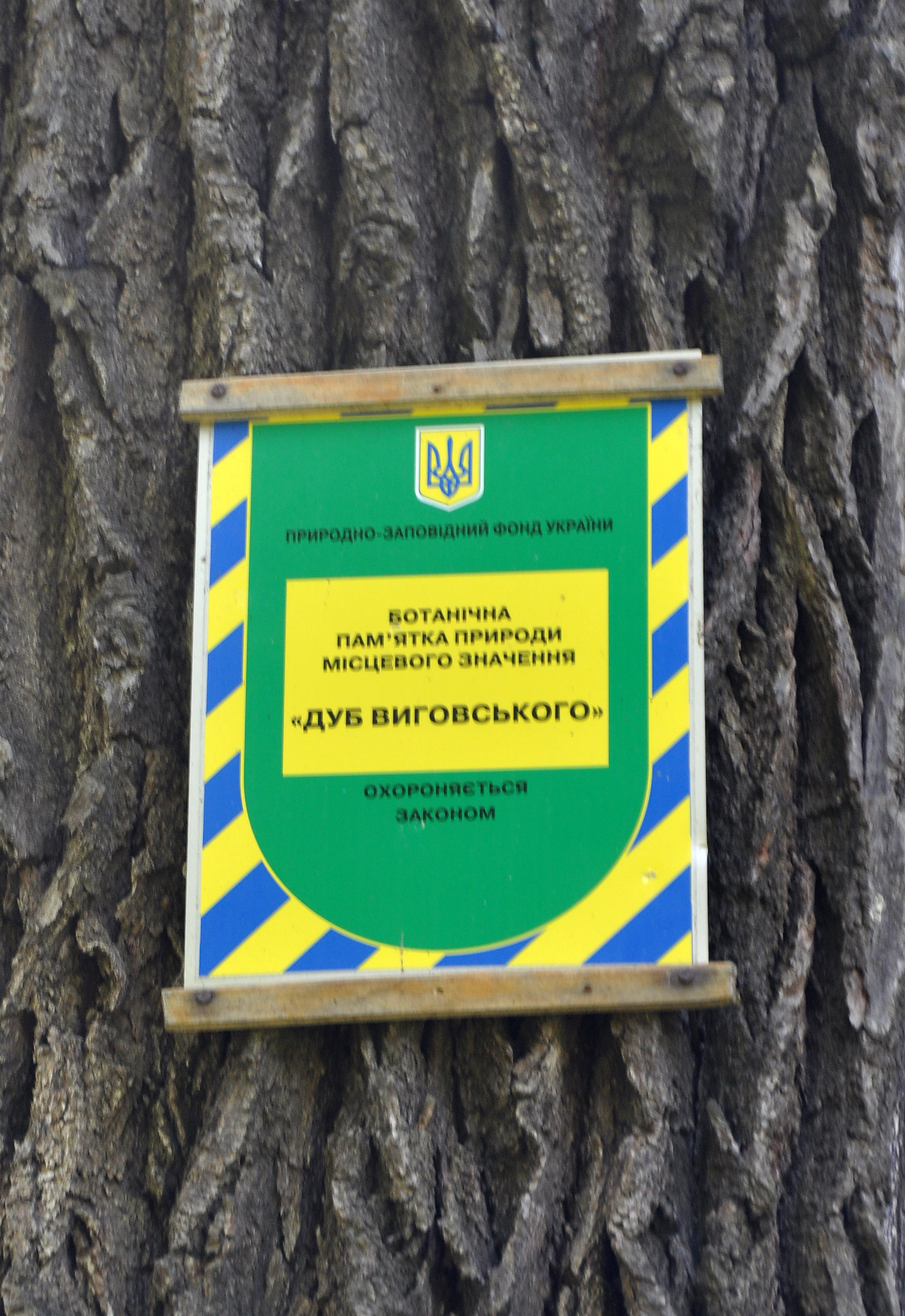
Охоронна таблиця
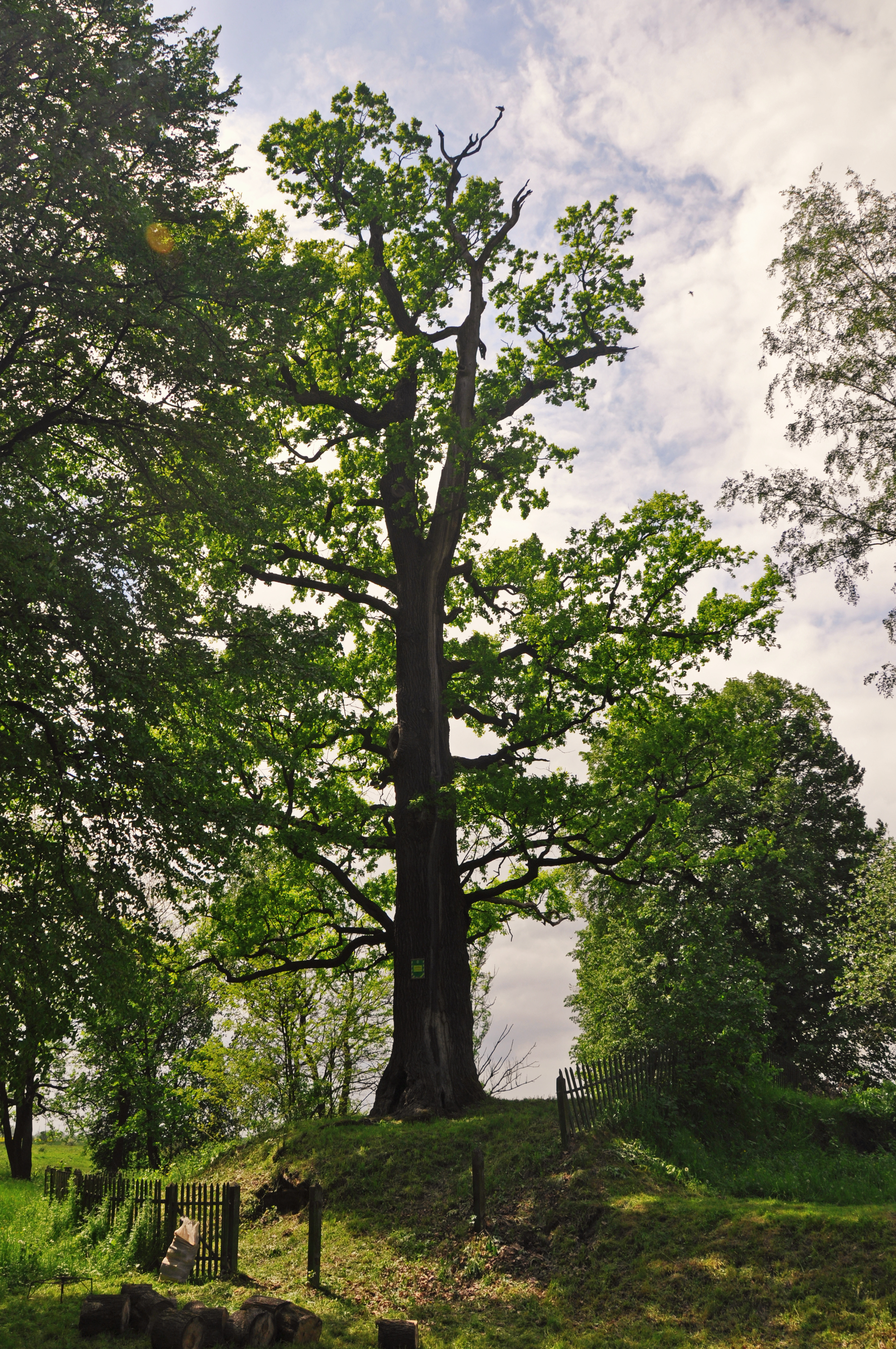
Дуб Виговського